# Glyphotriclis
Glyphotriclis is een vliegengeslacht uit de familie van de roofvliegen (Asilidae).

## Soorten
- G. impulvinatus Oldroyd, 1958
- G. ornatus (Schiner, 1868)